# Hogna medellina
Hogna medellina este o specie de păianjeni din genul Hogna, familia Lycosidae. A fost descrisă pentru prima dată de Strand, 1914.
Este endemică în Columbia. Conform Catalogue of Life specia Hogna medellina nu are subspecii cunoscute.